# Si Mohand ou-Mhand
Si Mohand U Mhand n At Hmadouch (Icherɛiwen, 1848 circa – Aïn El Hammam, 28 dicembre 1905) è stato un poeta berbero dell'Algeria (Cabilia).

## Biografia
Nato in una famiglia agiata, educato secondo gli studi islamici tradizionali (da qui il titolo Si, "dottore" che precede il suo nome), la sua vita fu segnata dalla repressione che seguì la rivolta del 1871 contro il potere coloniale francese. La durissima repressione che si abbatté sul paese lo privò di tutto. Il padre fu giustiziato, lo zio paterno (il religioso Arezki n At Hmadouch) fu esiliato in Nuova Caledonia e tutti i possedimenti di famiglia vennero confiscati. Piombato in miseria, invece di emigrare in Tunisia (come fecero la madre e i fratelli) preferì rimanere in patria, adattandosi ai lavori più umili, in un continuo vagabondare senza mai stabilirsi da qualche parte.
I dati biografici sicuri sono pochi. In particolare, si ricordano una visita al pio marabutto sceicco Mohand ou-Lhocine, che diede luogo a una memorabile tenzone poetica tra i due, e un viaggio a piedi fino a Tunisi, dove sembra sia stato ricevuto malvolentieri dalla famiglia dei fratelli.
Morì di tubercolosi a 57 anni nell'ospedale S.te-Eugénie di Michelet.

## Opere
Nel corso della sua vita errante compose infinite poesie in lingua berbera, che ben presto divennero conosciutissime e gli diedero una fama leggendaria. 
L'argomento delle poesie giovanili è soprattutto l'amore (che è rimasto anche nel suo repertorio dell'età più matura), ma quello che lo ha reso particolarmente amato dai conterranei è il tema dell'esilio e della perdita dei valori tradizionali in seguito al grande sovvertimento del colonialismo europeo.
Molti suoi versi sono diventati modi di dire affermati, e il suo grido a nerrez wal'a neknu ("mi spezzo ma non mi piego") è stato ripreso nel 1945 da Mohand Idir Ait Amrane nel primo canto "berbero-nazionalista" Ekkr a mmi-s Umazigh ("sorgi, o figlio di Amazigh!"), e successivamente fu lo slogan della Primavera berbera del 1980, in cui per la prima volta la rivendicazione culturale e linguistica dei Berberi venne portata in piazza e affrontò una dura repressione.

### Metrica
Il metro preferito, nuovo rispetto alla poesia tradizionale, è l'asefru (pl. isefra), una sorta di breve sonetto, di tre strofe di tre versi ciascuna. Le rime seguono lo schema aab aab aab, mentre la lunghezza dei tre versi di ogni strofa è 7+5+7 sillabe.

## Studi su di lui
La prima raccolta di poesie venne pubblicata nel 1904 da Boulifa, all'interno di un volume di poesie cabile, mentre il poeta era ancora vivo. Successivamente si ricordano le raccolte di Mouloud Feraoun (1960), di Mouloud Mammeri (1969) e di Younes Adli (2000).

In Italia, alcune sue poesie vennero tradotte (dal francese) da Rino Dal Sasso negli anni '60 e da Domenico Canciani negli anni '90. La prima grande raccolta di poesie tradotte in italiano (direttamente dal berbero e col testo a fronte) è di Vermondo Brugnatelli (2016).

Si conoscono altre raccolte di poesie tradotte in spagnolo (Muñoz 1914: 77 poesie) e in olandese (Hermans & Ben Chabane 1980: 28 poesie).

## Il film
La romantica figura di Si Mohand ha ispirato anche un film, Si Mohand Ou M'hand, l'insoumis di Lyazid Khodja (2004), in lingua berbera, con Dahmane Aidrous, Fodhil Hamla, Hadjira Oulbachir, Taha el-Amiri, Djamila Amzal e Larbi Zekal.